# Jack Reynolds (1881-1962)
Jack Reynolds (Manchester, 23 settembre 1881 – Amsterdam, 8 novembre 1962) è stato un allenatore di calcio e calciatore inglese.
Noto per essere l'inventore del «calcio totale», definito anche «leggendario», possedeva grandi conoscenze tecniche e tattiche. Allenò l'Ajax per quasi un trentennio, durante il quale vinse per 8 volte il campionato olandese (1918, 1919, 1931, 1932, 1934, 1937, 1939, 1947), oltre ad una KNVB Cup (1917). Nei trent'anni alla guida dell'Ajax, Reynolds decide di votare la squadra al gioco offensivo sulla base del fatto che l'attacco è la miglior difesa, ponendo la sua attenzione tattica soprattutto al controllo di palla, alla tecnica individuale e ai passaggi rasoterra: fa in modo che anche tutte le giovanili dei Lancieri giochino allo stesso modo. Durante il periodo 1945-1947 Reynolds allena, tra gli altri, anche Rinus Michels (che riconosce in Reynolds il suo mentore), colui che farà conoscere il «calcio totale» nel mondo attraverso il suo Ajax (vincendo la Coppa dei Campioni 1970-1971) e con i Paesi Bassi, sfiorando un Mondiale (1974) e vincendo l'Europeo 1988.

## Biografia
Aveva un fratello maggiore, William, nato nel 1879 e anch'egli calciatore, che non ha mai giocato sopra il secondo livello del calcio inglese.
Era sposato.

## Carriera

### I primi anni
Esterno destro di centrocampo, inizia la carriera da calciatore nella sua Manchester, a 21 anni, quand'è tesserato dal City, all'epoca in Second Division. Nel 1903 si trasferisce a Burton, restando nella seconda divisione inglese. Nella stagione successiva cambia nuovamente squadra, andando a vestire i colori del Grimsby Town, club appena retrocesso dalla First alla Second Division. L'anno seguente gioca per il Wednesday, società di Sheffield che ha appena vinto i due precedenti campionati inglesi: Reynolds gioca 2 partite di campionato in 2 stagioni, prima di andare a giocare a Londra: firma per il Watford, club che milita nella Southern League Division One, una categoria del calcio inglese non affiliata alla Football League. Resta in questo livello per altre tre annate con la casacca del New Brompton (oggi Gillingham).
Nel 1912, a 30 anni, inizia la carriera d'allenatore al San Gallo, in Svizzera, e dopo un paio di anni è avvicinato dalla federazione calcistica della Germania per diventare l'allenatore della Nazionale tedesca in vista dei Giochi olimpici di Berlino 1916, ma a causa dell'avvento della prima guerra mondiale, Reynolds decide di trasferirsi in Olanda Settentrionale. Secondo altre fonti avrebbe allenato il Grasshoppers e la Nazionale svizzera prima che gli arrivasse la proposta dalla federcalcio tedesca. Con il ritorno dell'irlandese John Kirwan a Londra nel 1915, il suo posto alla guida dell'Ajax è preso da Reynolds. È l'inizio di un'era che vede Reynolds alla guida dell'Ajax per trent'anni, con qualche interruzione, e che ha portato l'Ajax dall'essere uno dei tanti club di Amsterdam a essere il più importante del Paese. All'Ajax pose le basi per quello che in seguito sarà sviluppato e portato al successo come «calcio totale». Le sue formazioni offensive, facendo un ottimo uso delle ali e sfruttando la sua filosofia e le sue convinzioni, hanno portato l'Ajax a vincere diversi titoli.
Nel 1920 i suoi metodi sono elogiati dai giornali olandesi, che paragonano il suo stile di gioco e le sue tattiche a quelle delle squadre professionistiche inglesi, scrivendo che manca solo la mentalità dei calciatori inglesi. Reynolds introduce all'Ajax anche nuovi metodi di allenamento mai visti prima d'ora nel calcio olandese, dando la giusta importanza non solo al lato tecnico del gioco ma anche alla forma fisica. L'allenatore inglese rivoluziona anche il modo di formare i giovani: ristruttura il settore giovanile, dividendolo per fasce d'età e facendo giocare tutte le giovanili con lo stesso metodo della prima squadra. Grazie a ciò, negli anni a venire l'Ajax sfornerà diversi talenti dal proprio vivaio. Insegnava ai giocatori anche a saltare la corda, per prepararli dal punto di vista atletico.
Appena arrivato ad Amsterdam, Reynolds si ritrova il club nel secondo livello del calcio olandese, in seguito alla retrocessione patita nel 1914, l'unica nella storia della società. Nel 1917, alla sua seconda stagione sulla panchina dell'Ajax, Reynolds conquista la Coppa d'Olanda, battendo in finale il VSV di Velsen con un rotondo 5-0: è la prima Coppa d'Olanda nella storia del club. Con l'espansione della Eerste Klasse, l'Ajax ottiene anche la promozione in prima divisione. Nell'annata 1917-1918, i Lancieri vincono il proprio raggruppamento regionale, l'Ovest-A, arrivando a giocarsi la vittoria del titolo con gli altri club vincitori regionali in un gruppo finale, comprendente AFC Amsterdam, Go Ahead Eagles, Willem II Tilburg e Be Quick 1887. Nella sfida decisiva contro il Willem II, migliaia di tifosi viaggiano verso Tilburg per assistere all'incontro dell'Ajax: il club di Amsterdam gioca senza uno dei suoi giocatori migliori, Jan de Natris, che in qualche maniera era riuscito a perdere il treno per Tilburg. Nonostante questo imprevisto, l'Ajax batte il Willem II 3-0 e diviene per la prima volta nella sua storia campione d'Olanda. Nella stagione seguente vince nuovamente il proprio girone, dominandolo e rimanendo imbattuta anche nel girone finale, conquistando un altro record: mai nessuna squadra olandese era rimasta imbattuta in campionato per tutti i 30 incontri (24 vittorie e 6 pareggi); negli anni successivi succederà solo in un'altra occasione, nella stagione 1994-1995, 76 anni più tardi, sempre l'Ajax non perderà alcun match di Eredivisie.

### La consacrazione all'Ajax
Nel giugno 1919, Reynolds s'incarica di allenare anche la Nazionale di calcio dei Paesi Bassi: conduce gli olandesi nel primo incontro internazionale del dopoguerra, un successo per 3-1 in una sfida giocata in casa contro la Svezia. Negli anni successivi l'Ajax coglie un quinto posto nel gruppo regionale (1920), un terzo posto nel girone finale dietro a NAC Breda e Be Quick 1887 dopo aver vinto il proprio raggruppamento (1921), una terza posizione nella divisione regionale dietro ai rivali del Blauw-Wit e al Feyenoord (1922), un quinto e un sesto posto nel biennio 1923-1924, prima che nella stagione 1924-1925 Reynolds si dimetta da manager dell'Ajax in seguito a un diverbio con una persona dello staff tecnico. Inoltre passa ad allenare i cittadini rivali del Blauw-Wit.
Contemporaneamente, il miglior giocatore dell'Ajax, de Natris, si accorda con il Vitesse dove ritrova il suo ex compagno di squadra Jan van Dort, ora capitano del Vitesse. La guida dell'Ajax passa quindi ad Harold Rose e Stanley Castle, entrambi inglesi. Al Blauw-Wit Amsterdam, l'allenatore inglese conclude al quinto, ottavo e terzo posto i campionati tra il 1926 e il 1928, mentre l'Ajax, con Castle in panchina, vince il proprio girone regionale per due anni di fila ma nel gruppo finale arriva terzo nel 1927 e secondo dietro al Feyenoord nel 1928. Anche per questo, quando Reynolds dopo i suoi tre anni al Blauw-Wit chiede di poter ritornare alle redini dell'Ajax, la dirigenza accetta. Col ritorno dell'allenatore britannico alla guida dei Lancieri, c'è anche il ritorno del trentatreenne de Natris, dopo quattro stagioni al Vitesse, ma non era neanche lontanamente lo stesso giocatore che aveva lasciato Amsterdam quattro anni prima. Ormai i suoi giorni migliori erano finiti: Reynolds lo schiera 8 volte, lui segna 2 gol prima di ritirarsi dal calcio giocato. La prima stagione di Reynolds al suo ritorno, è fallimentare: dopo le prime cinque partite di campionato si ritrova con un solo punto, arrivando anche ad occupare l'ultimo posto della graduatoria dopo undici incontri e sei punti ottenuti, assieme all'UVV Utrecht, che a fine anno retrocede in seconda categoria. Reynolds comprende che occorre cambiare qualcosa: decide di mischiare le posizioni dei suoi giocatori, spostandoli in ruoli diversi da quelli abituali. A fine stagione l'Ajax si salva, grazie agli otto punti rimediati nelle ultime sette giornate.
L'anno seguente i Lancieri tornano a vincere il girone regionale, sfiorando il titolo olandese che è perso per un solo punto nel gruppo finale contro il Go Ahead. Nel 1931 vincono nuovamente il proprio raggruppamento regionale, dominando il girone: in particolare il VUC perde in trasferta 9-0 e ad Amsterdam è travolto 17-0, in quella che ancora oggi è la più grande vittoria in tutte le competizioni dell'Ajax. L'Ajax termina il girone con 75 gol segnati, superando la media di 4 gol a partita e andando a vincere anche il girone finale segnando altre 29 reti, davanti a PSV e Feyenoord e riportando il campionato olandese sulla bacheca dell'Ajax dopo 12 anni. Inizia un'era di grandi successi per il club, nota anche come la prima epoca d'oro. L'Ajax si conferma anche nel 1932, vincendo il girone regionale e quello nazionale: in questo periodo esplode il talento dell'attaccante Piet van Reenen che in quest'annata firma 39 gol in 24 partite di campionato.
Nel 1933 Reynolds chiude il girone Ovest-II al secondo posto, ma già nel campionato seguente ritrova la vetta di un girone regionale dominato e concluso con 10 punti in più rispetto alla seconda in classifica. Nel girone nazionale, Ajax, Willem II e KFC terminano tutte a 10 punti. Si va a uno spareggio finale per il titolo: KFC e Ajax sconfiggono il Willem II, rispettivamente per 2-1 e 4-1, quindi al club di Amsterdam basta un pari contro il KFC per ottenere il quinto titolo della sua storia grazie alla miglior differenza reti. Reynolds non può assistere all'incontro essendo in vacanza in Inghilterra. L'Ajax parte male e va sotto 2-0: il club accorcia le distanze segnando il 2-1 ma la partita sembra persa quando a un minuto dalla fine, van Reenen realizza la sua marcatura numero 30 in stagione, regalando il terzo campionato in quattro anni all'Ajax. L'Ajax arriva a vincere tre gironi regionali in tre anni, conquistando il sesto titolo nel 1937. Nel 1938 Reynolds finisce in seconda posizione il girone regionali, dietro a un'altra squadra della capitale, il DWS. Quello del 1939 è il settimo campionato olandese vinto dall'Ajax, proprio davanti al DWS nel girone nazionale.
Il primo settembre 1939 inizia la seconda guerra mondiale: inizialmente sembra non coinvolgere direttamente i Paesi Bassi, ma le cose cambieranno drasticamente. A causa della cittadinanza britannica di Reynolds, nel giugno 1940 l'allenatore è arrestato dai tedeschi e spedito in un campo di prigionia nei pressi di Schoorl, sulla costa che si affaccia sul mare del Nord, in Olanda Settentrionale. Nel settembre dello stesso anno è trasferito in un campo di lavoro a Tost (oggi Toszek), Alta Slesia, in Polonia. In questo periodo contribuisce a organizzare delle partite di calcio "internazionali" tra gruppi di altri prigionieri stranieri e contribuisce nella creazione di un campo da cricket. A Tost fa la conoscenza dello scrittore inglese P. G. Wodehouse, che era stato prelevato dai tedeschi in una località balneare francese, Le Touquet.
Nonostante la prigionia, Reynolds è trattato abbastanza bene e riesce a restare in contatto con l'Ajax attraverso la rubrica del giornale del club Ajax Nieuws nominata "Consigli Tecnici", che resta attiva per due anni, riuscendo ad avere una corrispondenza regolare con la dirigenza del club. Inoltre, l'Ajax cerca di spedirgli ogni settimana delle sigarette e del tabacco, rassicurando anche i tifosi sulle condizioni di Reynolds. In questo periodo fuma un centinaio di sigarette alla settimana. Nel 1944, con l'avanzare dei sovietici verso la Polonia, Reynolds è spostato in un altro campo di prigionia, a Belfort, in Francia: qui riesce a prendere parte a uno scambio di prigionieri di guerra con i tedeschi e, nel dicembre 1944, a rientrare nella sua città natale, Manchester.
Nell'ottobre 1945 cominciando a circolare delle voci sulla sua morte, che sarebbe avvenuta in un campo di concentramento, ma nello stesso periodo, Reynolds, che vive in Inghilterra, decide di tornare ad Amsterdam, raggiungendo l'Olanda in barca e dov'è accolto calorosamente dall'Ajax che lo rivuole subito come allenatore. Ritorna all'Ajax con l'intenzione di creare una squadra tanto forte come mai era stato fatto prima. Nella stagione 1945-1946 vince l'ennesimo titolo regionale, arrivando secondo nel girone nazionale, dietro l'Haarlem e nella stagione 1946-1947 Reynolds vince il suo ottavo e ultimo campionato olandese alla guida dei Lancieri. Questa infatti è l'ultima stagione per l'allenatore inglese, che dopo aver vinto 8 campionati nazionali, 13 titoli regionali e 1 Coppa d'Olanda decide di ritirarsi. Il suo posto è preso da Bob Smith, che Reynolds aiuta ad ambientarsi, restando nello staff dell'Ajax fino all'ottobre del 1947.
In questo biennio aveva costruito la squadra attorno al centravanti Rinus Michels, che d'allenatore riuscirà a portare la dottrina del «calcio totale» a livello mondiale, vincendo sia con l'Ajax (la Coppa dei Campioni 1970-71) sia con la Nazionale olandese (l'Europeo 1988, dopo aver perso in finale il Mondiale 1974). È ripagato dall'Ajax con un abbonamento a vita alle partite della squadra. Dopo il ritiro, resta ad Amsterdam continuando a gestire un piccolo negozio di sigari che aveva aperto nella capitale durante il suo periodo all'Ajax. Inoltre, la bombetta era divenuta una delle principali caratteristiche di Reynolds, che la indossava sempre durante le partite. Negli anni in cui visse in Olanda, spesso parlava in una sua versione olandese maccheronica, ma era apprezzato da diversi membri della società di Amsterdam, che erano soliti riferirsi a lui come Sjek Rijnols (la traduzione olandese di Jack Reynolds). È morto ad Amsterdam nel 1962, all'età di 81 anni, venendo sepolto nella capitale olandese, dove aveva vissuto per quasi 50 anni. Nel 1965, tre anni dopo la sua dipartita, una parte dello stadion De Meer fu intitolata a Reynolds al fine di riconoscere il grande successo che l'allenatore inglese aveva raggiunto all'Ajax e per commemorare l'eredità che aveva lasciato.

## Palmarès

### Giocatore

#### Competizioni nazionali
- Coppa d'Inghilterra: 1

Sheffield Wednesday: 1906-1907

### Allenatore

#### Competizioni nazionali
- Campionato olandese: 8

Ajax: 1917-1918, 1918-1919, 1930-1931, 1931-1932, 1933-1934, 1936-1937, 1938-1939, 1946-1947
- Coppa dei Paesi Bassi: 1

Ajax: 1916-1917

### Videografia
- Federico Ferri e Federico Buffa, Storie Mondiali: Arancia Meccanica (1974), Sky Sport, 2014.